# Oxysmilia corrugata
Oxysmilia corrugata är en korallart som beskrevs av Stephen D. Cairns 1999. Oxysmilia corrugata ingår i släktet Oxysmilia och familjen Caryophylliidae. Inga underarter finns listade i Catalogue of Life.